# Tramway d'Utrecht
Le tramway d'Utrecht (en néerlandais : Utrechtse sneltram, litt. « tramway rapide utrechtois ») est un système de transport en commun en site propre desservant les communes d'Utrecht, Nieuwegein et IJsselstein, aux Pays-Bas. Jusqu'au 16 décembre 2019, il comprend deux lignes, pour une longueur totale de 10,3 km et 25 stations. À cette date, une extension du réseau de 8 km, de la gare centrale vers l'Utrecht Science Park, campus universitaire à l'est de la ville, est mise en service.
Une éventuelle quatrième ligne vers le nouveau quartier de Leidsche Rijn dans l'ouest de la ville n'a pas vu le jour ; ce projet a été remplacé par une ligne de bus en site propre.

## Histoire
Le 18 mars 2019, une fusillade meurtrière à caractère islamiste se produit dans un tramway au niveau de l'arrêt 24 Oktoberplein,.

## Réseau
Le réseau compte trois lignes :
- La ligne 20, Science Park – Nieuwegein Zuid, 24 arrêts (ouverte en 1983) ;
- La ligne 21, Science Park – IJsselstein Zuid, 28 arrêts (ouverte en 1985) ;
- La ligne 22, Science Park – Centraal Station, 9 arrêts (ouverte en 2019).

## Matériel
En janvier 2015, le réseau commande 27 rames Urbos au constructeur espagnol CAF. Longues de 33 mètres pour 2,65 m de large, les premières livraisons sont alors prévues pour 2017. Les rames entrent en service en 2019, remplaçant les rames mises en service en 1983, du constructeur suisse SIG.